# Canadian Hydro Developers
Canadian Hydro Developers (TSX : KHD) est une entreprise canadienne spécialisée dans l'exploitation d'« usines éoliennes, hydroélectriques et de biomasse ».

## Histoire
Canadian Hydro a été fondée par deux frères, John et Ross Keating, ainsi que Jack McCleary.
En 1989, elle a obtenu 1,3 million CAD en capital et un contrat avec TransAlta pour construire trois centrales hydroélectriques utilisant le courant de la rivière pour alimenter ses turbines. Les revenus de ces usines furent ultérieurement utilisés pour financer d'autres usines.
En janvier 2005, elle a acheté Canadian Renewable Energy Corporation (CREC).
En décembre 2006, elle a acquis Vector Wind Energy qui avait, en 2007, 13 projets construits ou en cours
En mars 2007, elle a acquis GW Power Corporation. 
TransAlta avait déjà tenté d'acquérir Canadian Hydro lors d'une OPA hostile de 654 millions CAD, sans succès. Canadian Hydro a accepté une autre OPA pour un montant estimé à 755 millions CAD en octobre 2009.